# Палаццо Киджи
Пала́ццо Ки́джи (итал. Palazzo Chigi) — дворец (палаццо) в Риме, который является официальной резиденцией премьер-министра Итальянской республики. Расположен в центре города, на площади  Пьяцца Колонна, рядом с Палаццо Монтечиторио, резиденцией Палаты депутатов. Другое палаццо семьи Киджи —  Палаццо Киджи-Одескальки находится также в Риме на площади Санти-Апостоли.

## История
История дворца насчитывает более трёх веков, в течение которых было реализовано несколько проектов и постоянных приспособлений к потребностям и вкусам меняющихся хозяев. Дворец с видом на Пьяцца Колонна и фасадом вдоль Виа дель Корсо  был построен в 1562 году архитектором Джакомо делла Порта.
28 января 1578 года консисториальный адвокат Пьетро Альдобрандини (Старший), брат будущего Папы  Климента VIII, купил дворец. Проект перестройки был поручен архитектору Маттео Бартолини из Читта-ди-Кастелло (вероятно, это Маттео Кастелли, или Маттео Джованни да Кастелло) . Альдобрандини уже владел недвижимостью в районе, который граничит с так называемым «островом Колонна», соединяющим улицу Виа дель Корсо с Монтечиторио. Новый хозяин намеревался объединить два дворца в один. После смерти Пьетро Альдобрандини его сын, Пьетро Альдобрандини Младший, продал недвижимость Паоло Фоссано, который продолжил строительные работы .
Закончено строительство Карло Мадерной в 1580 году. В 1659 году дворец приобретён семьёй Киджи, банкиров из Сиены. Впоследствии дворец был реконструирован Феличе делла Грека и Джованни Баттистой Контини, учеником и последователем Дж. Л. Бернини . 
В последующие века здание служило в основном домом для гостей Папского Рима. В конце 1700-х годов здание стало резиденцией испанского посольства в Риме.
20 апреля 1770 года  Вольфганг Амадей Моцарт дал в Палаццо Киджи концерт в присутствии принца  Чарльза Эдуарда Стюарта, претендента на английский престол. В 1878 году палаццо Киджи стал резиденцией австро-венгерского посла в  Итальянском королевстве. В этот период дворец презрительно называли «австро-ватиканской молью».
В 1916 году дворец был приобретён итальянским государством, и в нём расположилось министерство колониальных дел. Позднее  стал резиденцией итальянского министра иностранных дел, но за зданием сохранилось историческое название. С 1961 года палаццо Киджи — место официальных встреч председателя Совета министров Италии (премьер-министра) .
C 1922 года в Палаццо Киджи  Бенито Муссолини, в то время министр иностранных дел, имел официальную приёмную. Первые речи, обращённые к итальянскому народу, он произносил прямо из окна, прежде чем перейти на самый известный балкон Палаццо Венеция. 
В 1961 году дворец стал официальным местом встречи членов Совета министров и резиденцией главы итальянского правительства.
В конце XX века в здании была проведена реставрация, завершившаяся 7 ноября 1999 года. Вмешательство затронуло не только фасады, но и комнаты кабинета премьер-министра. Все исторические интерьеры были восстановлены в первоначальном виде .

## Интерьеры
Палаццо Киджи имеет пять этажей, широкую парадную лестницу, ведущую в залы и жилые комнаты, и внутренний двор, украшенный фонтаном, спроектированным Джакомо делла Порта. Внутри имеются огромные залы, содержащие уникальные произведения искусства. «Золотой зал» создан по проекту Раффаэле Стерна в 1765—1767 годах в утончённом стиле раннего неоклассицизма, дополненного тонкими орнаментальными греко-римскими мотивами и мебелью в стиле позднего рококо. Отдельные темы и мотивы этого стиля заимствованы из "репертуара римских древностей Пиранези, иконографии Геркуланума и Помпей. В «Золотом зале» проводили празднества в честь свадьбы молодого Сиджисмондо Киджи с Марией Фламинией Одескальки.
Библиотечный зал был заказан Агостино Киджи в конце XVII века для размещения огромной библиотеки кардинала Флавио Киджи. Проект реализовал архитектор Джованни Баттиста Контини. Библиотека Киджи, или «Киджиана», содержала тысячи ценных рукописей, большая часть которых происходила из личной библиотеки Папы Александра VII, члена семьи Киджи. Со времён Папы Бенедикта XV, Ватикан пытался приобрести эту библиотеку, но не имел необходимых средств. В конце концов, Папа Пий XI поручил иезуиту Пьетро Такки Вентури провести переговоры о покупке библиотеки с недавно сформированным фашистским правительством Бенито Муссолини. Вентури удалось убедить Муссолини подарить библиотеку Ватикану.

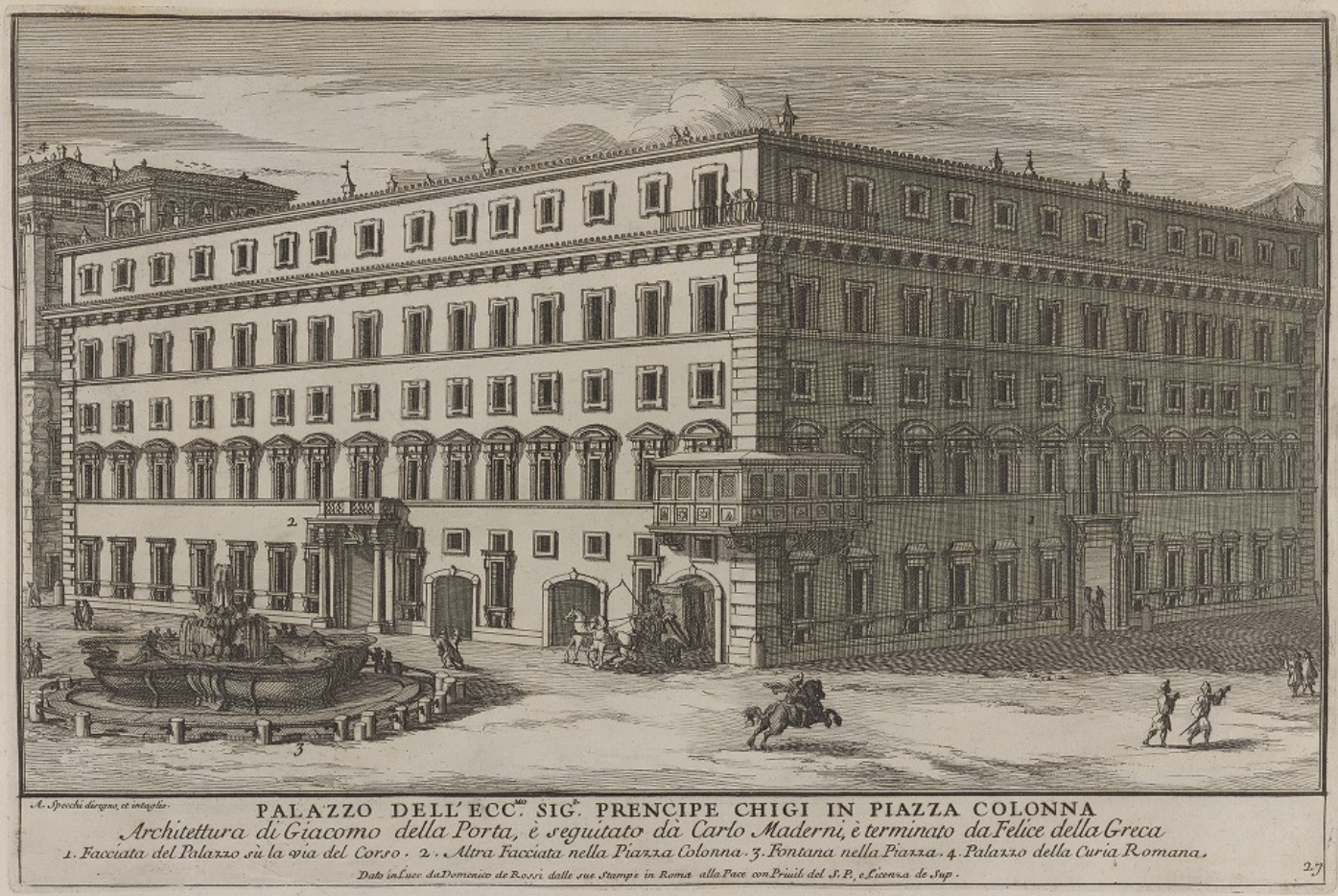
Палаццо Киджи в конце XVII века. 1699
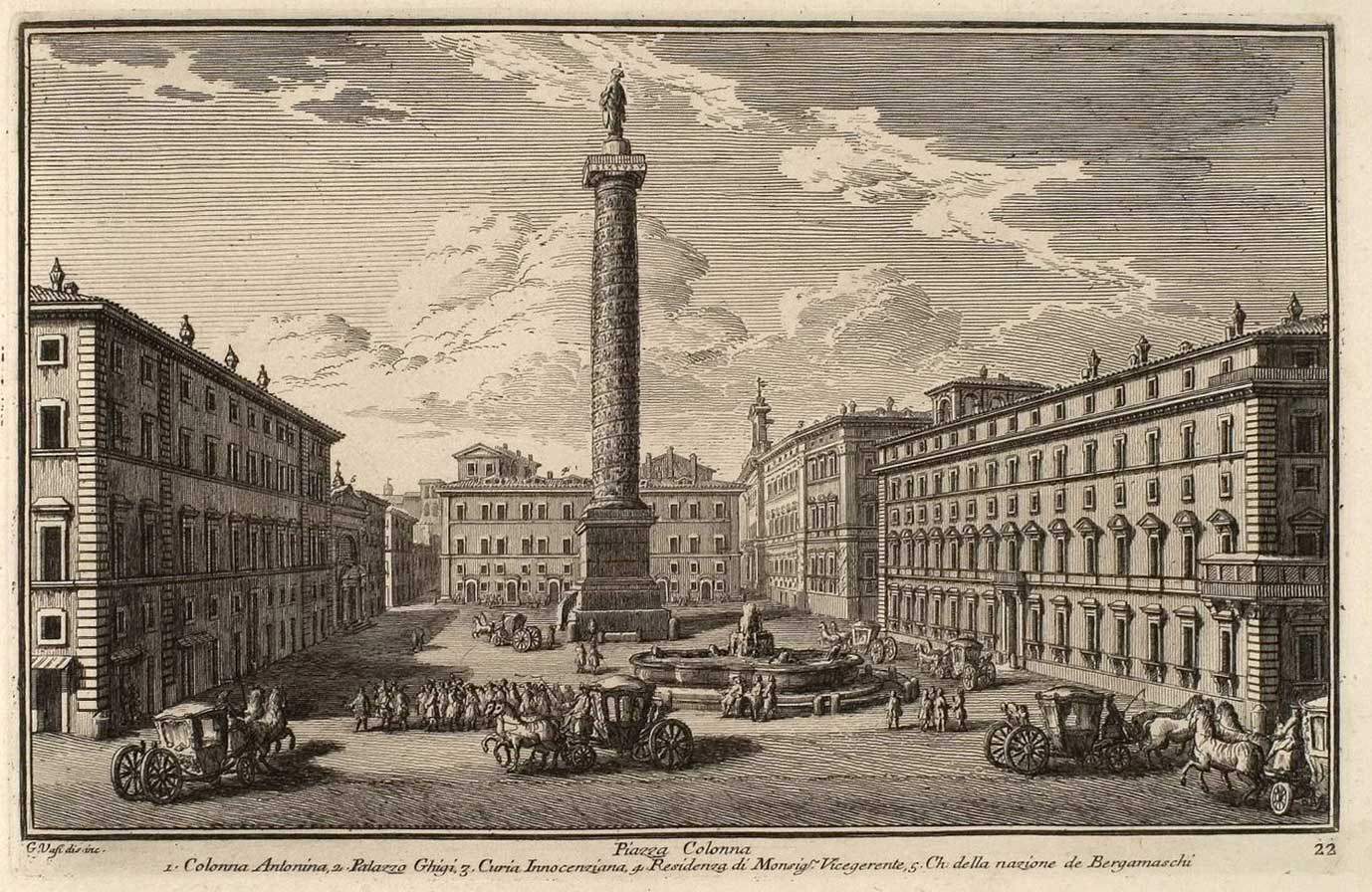
Пьяцца Колонна и Палаццо Киджи. Гравюра Дж. Вази. 1752
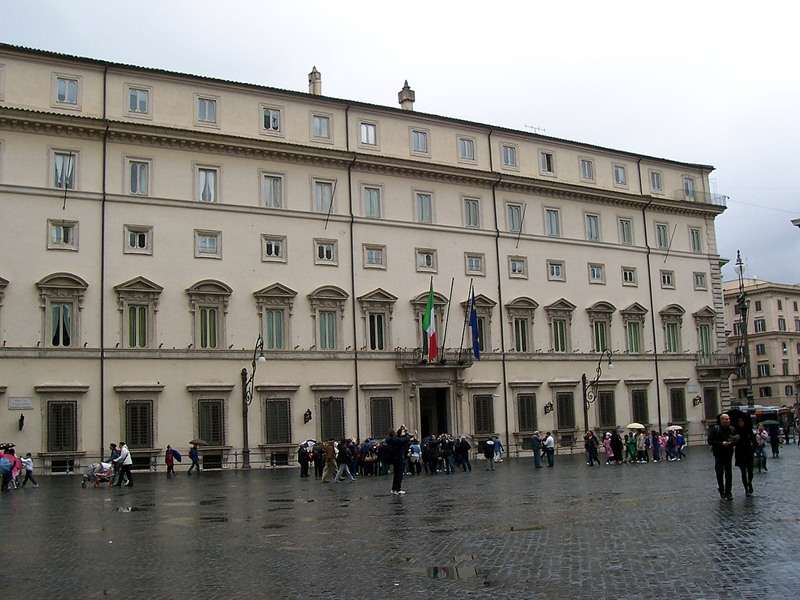
Палаццо Киджи. Главный фасад
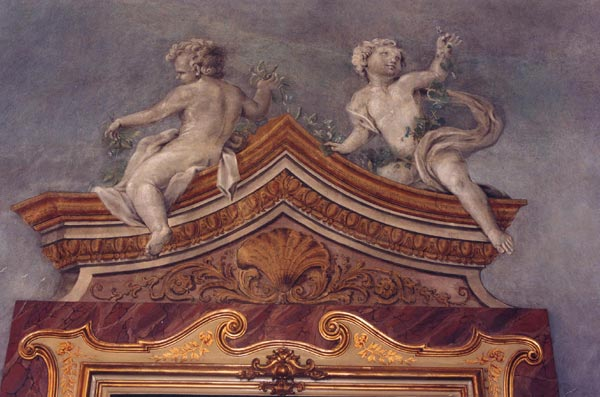
Палаццо Киджи. Морская комната. Десюдепорт А. Мангларда